# Mariakapel (Venlo)
De Mariakapel is een kapel in Venlo in de Nederlandse gemeente Venlo. De kapel staat aan de Schaapsdijkweg op de hoek van de Schafbosbergweg aan de oostrand van de stad. Ten zuiden van de kapel ligt Mutsaersoord.
De kapel is gewijd aan de heilige Maria.

## Geschiedenis
Tijdens de Tweede Wereldoorlog bevond zich ten oosten van Venlo de vliegbasis Fliegerhorst. De basis was rondom beveiligd met hekken, toegangspoorten en wachthuisjes voor de bewaking. Van alle wachthuisjes is alleen die aan hoofdpoort bewaard gebleven. Na 1945 kreeg het wachthuisje een andere bestemming. Door de congregatie Dochters van Liefde werd het bouwwerk ingericht als Mariakapel. De kapel werd veel door inwoners bezocht uit dankbaarheid voor het goed doorkomen van de oorlog.
Sinds 1972 wordt de kapel beheert door de Stichting Kapellen en Wegkruisen Venlo.
In 1982 werd de kapel door de Scouting Miguel Pro verbouwd, het Mariabeeld opgeknapt en de groep plaatste van hun beschermheilige Sint-Joris een plaquette in de kapel. Niet lang na deze verbouwing werd het Mariabeeld gestolen uit de kapel en werd er een nieuw beeld van de heilige in de kapel geplaatst.

## Gebouw
De bakstenen kapel is opgetrokken op een rechthoekig plattegrond en wordt gedekt door een zadeldak met leien. De zijgevels bevatten elk een rechthoekig venster. In de frontgevel bevindt zich de rondboogvormige toegang die wordt afgesloten met een ijzeren spijlenhek met Franse lelies.
Van binnen is de kapel uitgevoerd in baksteen. Tegen de achterwand is het altaar gemetseld dat aan de voorzijde een rechthoekige nis heeft. In deze nis hangt een plaquette van Sint-Joris die de heilige toont met in zijn hand een wapen waarmee hij een gevleugelde draak doodt die hij tegelijk vertrapt onder zijn voeten. Bovenop het altaar is op een bakstenen sokkel een witte houten kast geplaatst met een rechthoekig venster. Achter dit venster in deze vitrinekast staat een beeld van Onze-Lieve-Vrouw van Lourdes, die de heilige toont in een biddende houding met haar handen samengevouwen.